# Lansac (Hautes-Pyrénées)
Lansac ist eine französische Gemeinde mit 181 Einwohnern (Stand 1. Januar 2022) im Département Hautes-Pyrénées in der Region Okzitanien (vor 2016: Midi-Pyrénées). Sie gehört zum Arrondissement Tarbes und zum Kanton Les Coteaux.
Die Einwohner werden Lansacais und Lansacaises genannt.

## Geographie
Lansac liegt circa sieben Kilometer östlich von Tarbes in dessen Einzugsbereich (Aire urbaine) in der historischen Provinz Bigorre. Im Osten hat die Gemeinde einen Anteil am Stausee Lac de l’Arrêt-Darré.
Umgeben wird Lansac von den vier Nachbargemeinden:
|                | Laslades                                    |        |
| Barbazan-Debat | Kompassrose, die auf Nachbargemeinden zeigt | Sinzos |
|                | Lespouey                                    |        |

## Einwohnerentwicklung

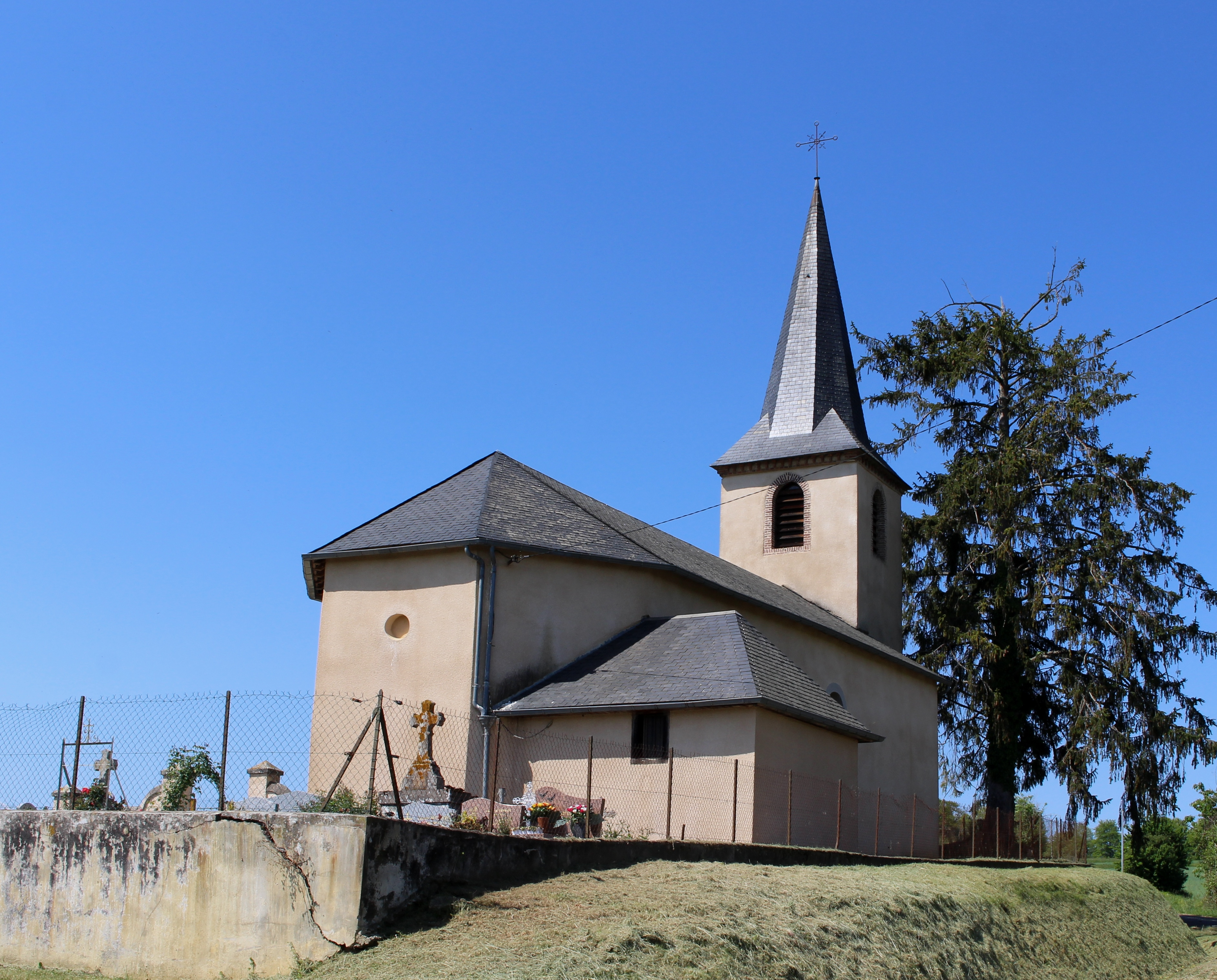
Pfarrkirche Saint-André

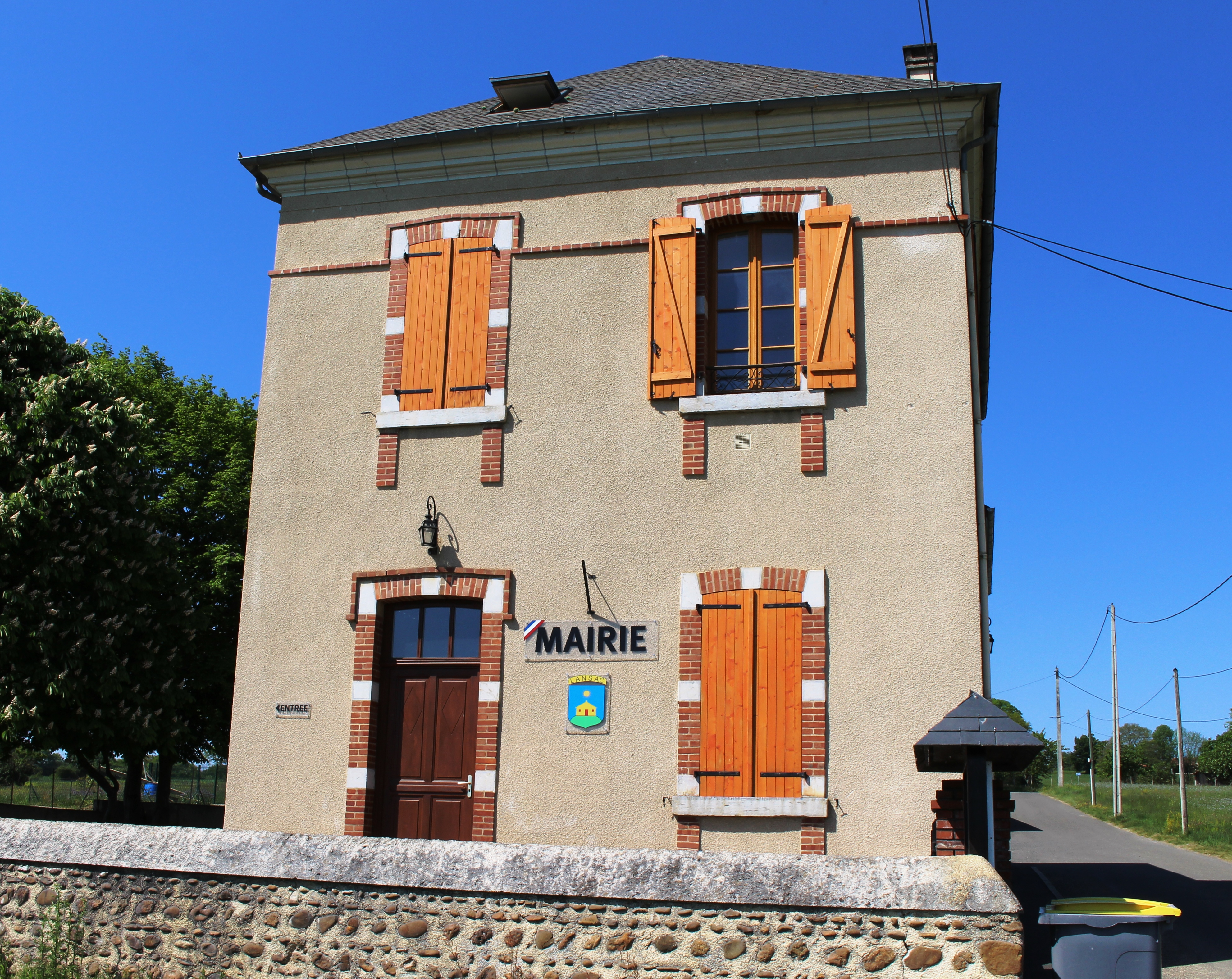
Mairie (Rathaus)

Zu Beginn der Aufzeichnungen und in der Mitte des 19. Jahrhunderts stieg die Einwohnerzahl auf einen ersten Höchststand von rund 165. In der Folgezeit sank die Zahl der Einwohner bei kurzen Erholungsphasen bis zu den 1950er Jahren auf einen tiefsten Stand von rund 90, bevor eine Wachstumsphase einsetzte, die heute noch anhält und den bisherigen Höchststand übertrifft.
| Jahr      | 1962 | 1968 | 1975 | 1982 | 1990 | 1999 | 2006 | 2011 | 2022 |
| --------- | ---- | ---- | ---- | ---- | ---- | ---- | ---- | ---- | ---- |
| Einwohner | 96   | 92   | 100  | 125  | 147  | 149  | 149  | 150  | 181  |

## Sehenswürdigkeiten
- Pfarrkirche Saint-André

## Wirtschaft und Infrastruktur
Lansac liegt in den Zonen AOC der Schweinerasse Porc noir de Bigorre und des Schinkens Jambon noir de Bigorre.

### Bildung
Die Gemeinde verfügt über eine öffentliche Vorschule mit 25 Schülerinnen und Schülern im Schuljahr 2019/2020.

### Verkehr
Lansac ist über die Routes départementales 5 und 135 erreichbar.
Fernzüge der staatlichen SNCF und Züge einer Linie des TER Occitanie, einer Regionalbahn der SNCF, befahren die Strecke von Pau nach Toulouse, die das Gebiet der Gemeinde ohne Haltepunkt durchquert. Der nächste Bahnhof befindet sich in Tarbes.